# Микаел Лодра
Микаел Лодра (фр. Michaël Llodra; Париз, 18. мај 1980) бивши је француски професионални тенисер. Освојио је три Гренд слема у паровима: два пута Отворено првенство Аустралије и једном Вимблдон.

## Живот и каријера
Лодра је рођен у Паризу, где је његов отац Мишел играо за Пари Сен Жермен.
Као играчу који гаји сервис-волеј стил игре, узор му је Стефан Едберг.
Лодра и његова жена Камиј су се венчали 9. септембра 2003, и имају ћерку Манон (рођену 23. марта 2004) и сина Теа (рођеног 5. септембра 2007).

### 2010
Лодра је био члан француске репрезентације у Дејвис купу. У финалу у Београдској арени, у трећем мечу (меч парова) играјући са Арно Клеманом, победио је српски пар Зимоњић-Троицки што је довело Француску у вођство 2-1. У четвртом мечу је Ђоковић победио Монфиса и изједначио на 2-2. Након тога, у петом одлучујућем мечу, Лодра је изгубио од Виктора Троицког, чиме је Србија освојила Дејвис куп а Француска друго место.

### 2011
У 2011, нови партнер Лодре у паровима постао је Ненад Зимоњић.